# Secessio plebis

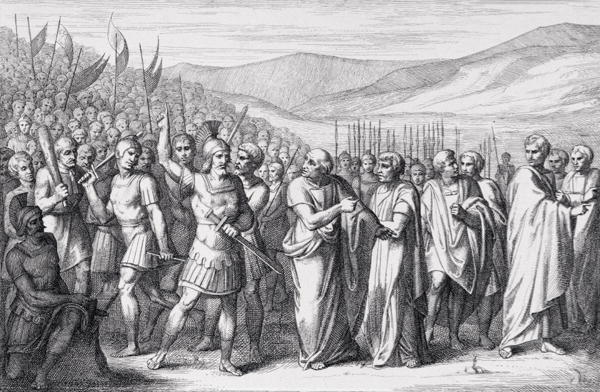
Secessio plebis sul Mons Sacer

La Secessio plebis o secessione della plebe fu una forma di lotta politica adottata dalla plebe romana, tra il V e il III secolo a.C., per ottenere una parificazione di diritti con i patrizi. La secessione consisteva nel fatto che la plebe abbandonava in massa la città. In questo modo tutti i negozi e le botteghe artigiane restavano chiuse e inoltre non era possibile convocare le leve militari che in quel periodo facevano sempre più ricorso anche ai plebei.
La prima secessione avvenne nel 494 a.C. e l'ultima nel 287 a.C. Sul numero esatto di secessioni non vi è accordo unanime fra gli storici. Quelle certe sono tre, ma secondo Floro le secessioni furono quattro (494-493; 451-449; 445; 376-371) La distruzione dell'archivio di Stato avvenuta in occasione del sacco di Roma del 390 a.C. ha sicuramente contribuito a far sì che gli eventi avvenuti prima di quella data venissero ricordati con un misto di fatti reali e tradizioni popolari.

## Secessione del 494

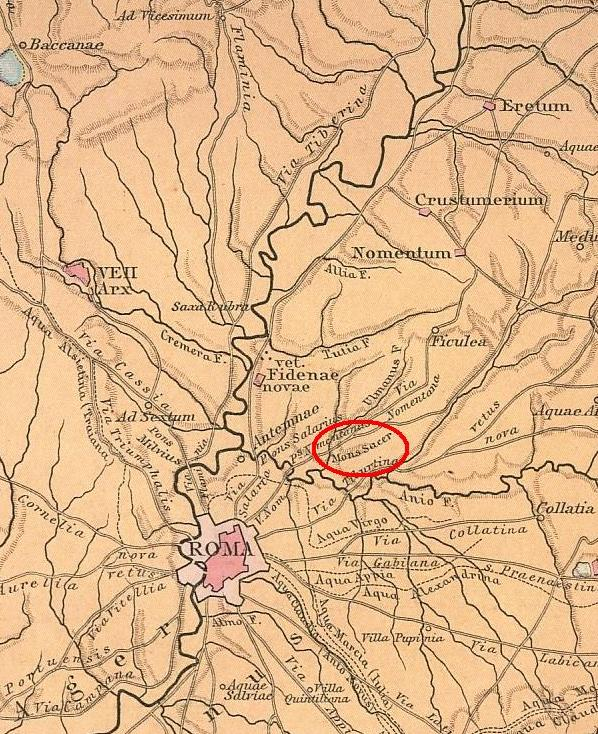
Localizzazione del Mons Sacer presso Roma

La secessione del 494 a.C. può essere considerata come l'inizio di quel conflitto degli ordini che contrappose i patrizi ai plebei per la prima metà dell'era repubblicana. Le cause che portarono a questa secessione sono da ricercarsi in due fattori concomitanti, da un lato la situazione legislativa dell'epoca, che derivava in modo determinante dall'abolizione della monarchia in favore della repubblica (509 a.C.), dall'altro gli eventi militari connessi con l'espansione romana nel Centro Italia dei primi decenni del V secolo a.C.
Nei primi anni della repubblica tutte le cariche pubbliche erano in mano ai patrizi, forti del loro ruolo nella cacciata della monarchia e i plebei non erano di fatto rappresentati. Inoltre le leggi sul debito, e l'uso del Nexum che consentivano di ridurre i debitori alla schiavitù, favorivano di fatto i patrizi, che approfittavano di questa situazione per prevalere nei confronti dei plebei.
Sul fronte militare Roma era allora impegnata nella sua conquista dell'Italia centrale e quindi più o meno costantemente in guerra contro i vari popoli della regione: Equi, Volsci, Etruschi, Ernici. Conseguentemente l'esercito, composto in buona parte da contadini e artigiani plebei, era in costante mobilitazione, rendendo quindi assai difficile ai soldati plebei curare le attività e gli interessi relativi ai loro mestieri.
L'insieme delle condizioni su esposte avevano determinato una situazione piuttosto tesa fra i debitori plebei e i loro creditori in generale patrizi e spesso senatori. Questa situazione esplose in una sommossa nel 495 a.C. in cui un folto gruppo di debitori, sia schiavi sia liberi, si presentarono al Senato per chiedere di intervenire in loro favore. In quell'anno erano consoli Publio Servilio Prisco Strutto e Appio Claudio Sabino Inregillense. Appio Claudio era propenso a sedare la rivolta con le armi, mentre Publio Servilio era orientato a trovare delle soluzioni di compromesso.

Mentre in Senato si discuteva senza arrivare a una soluzione giunse a Roma la notizia che i Volsci avevano approntato un esercito che stava marciando contro la città. I senatori volevano quindi allestire un esercito per contrastare i nemici, ma la popolazione in sintonia con i plebei in rivolta rifiutò di rispondere alla chiamata alle armi. Il Senato incaricò quindi il console Servilio di convincere il popolo ad arruolarsi. Servilio fece quindi delle promesse che corredò con un editto in favore dei debitori secondo il quale:
(Tito Livio, Ab Urbe Condita, II, 24.)
L'esercito fu quindi condotto dai consoli contro i Volsci che vennero sconfitti e conquistata la città di Suessa Pometia. Nei giorni successivi ci furono altri scontri sempre vittoriosi contro Sabini e Aurunci.
Al termine di questi combattimenti il popolo si attendeva che fosse rispettato quanto promesso dal Senato, ma così non fu, con i due consoli in aperto contrasto fra loro: Appio Claudio che proseguiva imperterrito nel vessare i debitori e Servilio che si barcamenava tra il popolo e la nobiltà senza riuscire a prendere una posizione chiara. La situazione si trascinò quindi, non senza inquietudini e malumori, fino alla fine del mandato consolare.
A inizio 494 a.C. furono eletti consoli Aulo Verginio Tricosto Celiomontano e Tito Veturio Gemino Cicurino. Appena eletti, i consoli si trovarono a fronteggiare il problema di indire una leva per contrastare Volsci, Equi e Sabini in armi. Non riuscendovi chiesero consiglio al Senato, ma ricevettero come risposta critiche per la loro mancanza di polso. Si arrivò quindi a una situazione di stallo e fu necessario nominare un dittatore. I possibili candidati erano due: Appio Claudio e Manio Valerio Massimo. Alla fine fu scelto quest'ultimo poiché come membro della Gens Valeria godeva di grande considerazione fra la popolazione e aveva inoltre una personalità meno aggressiva e più duttile rispetto ad Appio Claudio.
Manio Valerio riuscì a mobilitare un esercito e a muovere contro i nemici sconfiggendoli e conquistando la città volsca di Velitrae. Rientrato a Roma dopo queste vittorie, Manio Valerio che non aveva dimenticato le questioni interne relative ai problemi dei debitori, portò il tema all'attenzione del Senato chiedendo un pronunciamento definitivo sulla insolvenza per debiti. Visto che la richiesta non fu approvata, Manio Valerio si dimise da dittatore.
A questo punto i senatori temendo che l'esercito potesse sciogliersi, e da questo generarsi nuovi disordini, diedero ordine, con la scusa di una ripresa di ostilità da parte degli Equi, di portare l'esercito fuori città. I soldati tuttavia si rifiutarono e per protesta si ritirano sul Monte Sacro, tre miglia fuori Roma sulla destra dell'Aniene dove fortificarono un campo. Il Senato, temendo che la situazione potesse ulteriormente peggiorare, inviò ai secessionisti come portavoce Menenio Agrippa, uomo dotato di grande dialettica e ben visto dalla plebe. Secondo la tradizione, raccontata anche da Tito Livio, Agrippa riuscì a convincere i secessionisti a rientrare in città, sembra raccontando loro il famoso apologo delle membra e dello stomaco.
Si giunse quindi finalmente a cercare una soluzione e venne trovato un compromesso in base al quale venne istituita una carica magistrale a difesa della plebe: il Tribuno della plebe. Questa carica era interdetta ai patrizi e venne sancito con una legge (la Lex Sacrata) il carattere di assoluta inviolabilità e sacralità (sacrosancti) della carica stessa. Vennero quindi eletti i primi due tribuni della plebe, che furono Gaio Licinio e Lucio Albino. A loro volta essi scelsero tre colleghi fra cui un certo Sicinio che aveva avuto un ruolo importante nella rivolta iniziale.
Si era nel frattempo giunti alla fine del mandato consolare e vennero eletti due nuovi consoli per il 493 a.C.: Spurio Cassio Vecellino e Postumio Cominio Aurunco, entrambi alla seconda nomina.

## Secessione del 449

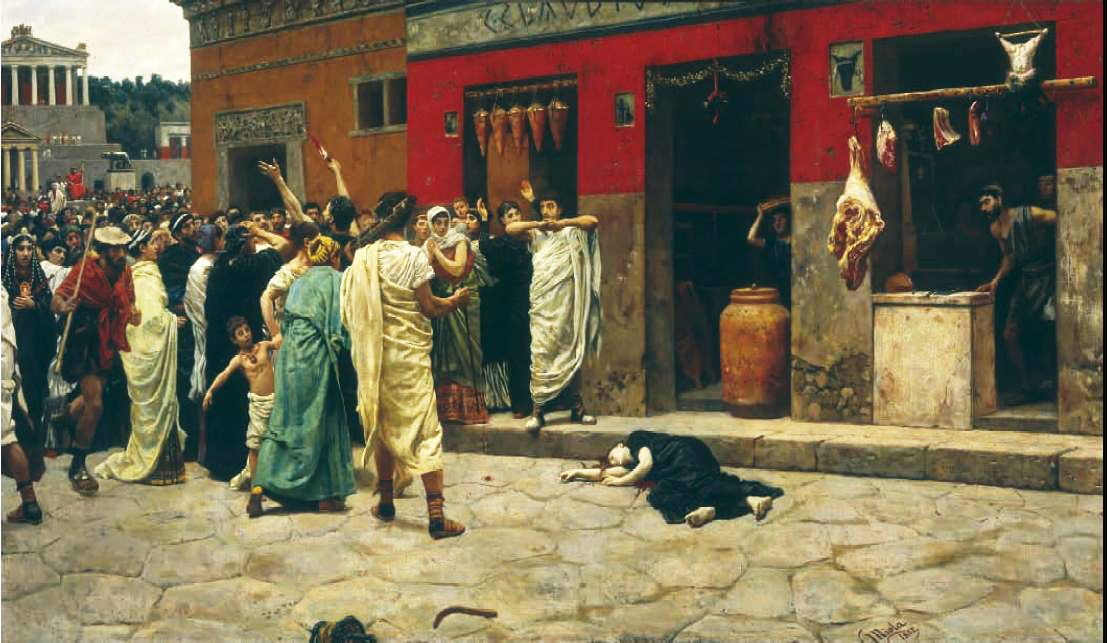
Virginia uccisa dal padre per non lasciarla cadere nelle mani di Appio Claudio Crasso

Nel periodo arcaico, dalla fondazione di Roma fino a circa la metà del IV secolo, non esistevano leggi scritte. I diritti dei cittadini erano garantiti dallo Ius Quiritium: un insieme di riti e regole giuridici e religiosi tramandati oralmente la cui interpretazione era affidata al collegio sacerdotale dei pontefici, che era di composizione patrizia. Questa situazione era vista dai plebei come un elemento a loro svantaggio nella lotta per la loro emancipazione nei confronti dei patrizi.
Nel 462 a.C. il tribuno della plebe Gaio Terentilio Arsa presentò una legge che dal suo nome fu chiamata appunto Lex Terentilia, che proponeva la formazione di un comitato di cinque cittadini al quale doveva essere affidato l'incarico di stendere definitivamente le norme che vincolassero il potere dei consoli, allora praticamente senza limiti.
Naturalmente questa proposta si scontrò con l'opposizione del Senato e, anche se venne ripresentata l'anno successivo e poi ancora in seguito, non riuscì mai a essere approvata. Questo fallimento non fu comunque totale in quanto creò i presupposti affinché nel 452 a.C. si poté trovare un accordo fra patrizi e plebei per istituire una commissione di decemviri che dovevano preparare un codice di leggi che definisse i principii dell'ordinamento romano. Si stabilì anche che durante la permanenza dei decemviri nel loro ufficio, tutte le altre magistrature dello Stato sarebbero state sospese e le loro decisioni non sarebbero state soggette ad appello.
Il primo decemvirato assunse la carica nel 451 a.C. e al termine del mandato presentò un codice di leggi scritte in dieci tavole che fu approvato dai Comizi centuriati.
Visto il positivo risultato ottenuto, e non essendo ancora del tutto completato il lavoro, si decise la nomina di un secondo collegio di decemviri per l'anno 450 a.C. Questo secondo decemvirato non fu però all'altezza del primo; infatti se da un lato produsse due nuove leggi, che si aggiunsero alle precedenti per formare le cosiddette Lex Duodecim Tabularum che formeranno il nucleo della legislazione romana per parecchi secoli, dall'altro, cioè per quanto riguarda la gestione del governo, fu caratterizzato da un comportamento che divenne via via più violento e dispotico soprattutto nei confronti della plebe.
La situazione si aggravò quando, giunti alle idi di maggio, cioè al termine del loro mandato annuale, i decemviri non si dimisero dal loro incarico creando una situazione di grande tensione sia fra la plebe sia fra i patrizi. La necessità di indire una leva per rispondere alle scorrerie operate da Equi e Sabini costrinse ad accantonare momentaneamente la questione, ma due crimini commessi dai decemviri riportarono in evidenza il problema. Il primo di questi crimini fu l'uccisione di Lucio Siccio Dentato, un valoroso soldato, ex tribuno della plebe, che non aveva fatto mistero delle sue critiche verso i decemviri. Il secondo evento ebbe per protagonista Appio Claudio Crasso, l'unico decemviro a essere stato eletto sia nella prima sia nella seconda magistratura. Secondo il racconto di Livio, Appio Claudio si era invaghito di una bella giovane plebea, Virginia, figlia di Lucio Verginio, un ufficiale dell'esercito, e promessa in sposa a Lucio Icilio, tribuno della plebe. Respinto dalla ragazza Appio decise di ottenerla con l'inganno e allo scopo ordì una sordida trama con l'aiuto di un suo cliente. Quando, anche grazie alla sua posizione di decemviro, stava per ottenere ciò che voleva, il padre della ragazza, pur di non lasciarla cadere nelle mani di Appio la uccise con un coltello e maledisse Appio per questa morte. Questo evento scatenò gravi tumulti, dapprima fra la folla presente. In seguito questi si estesero all'esercito accampato fuori Roma, che marciò quindi sulla città prendendo possesso dell'Aventino.
Intanto in città il Senato convocato da uno dei decemviri cercava una soluzione. Vennero inviati tre ex consoli come ambasciatori sull'Aventino per chiedere alla popolazione quali fossero le loro richieste, ma questi risposero che avrebbero comunicato le loro richieste solo a dei loro rappresentanti. Allora il Senato fece pressione ai decemviri affinché si dimettessero, ma questi resistettero.
Visto che non si giungeva a nessuna soluzione, la popolazione sull'Aventino elesse dei propri rappresentanti e decise di uscire dalla città e ritirarsi sul Mons Sacer a ricordare al Senato gli eventi di alcuni anni prima. Conosciuta questa decisione i senatori rimproverarono i decemviri di essere responsabili di questa grave situazione e ne chiesero con forza le dimissioni. Particolarmente attivi in questa azione di pressione verso i decemviri furono i senatori Lucio Valerio Potito e Marco Orazio Barbato. Alla fine i decemviri cedettero, chiedendo che fosse loro garantita la protezione dalla rabbia della folla. Il Senato inviò quindi Lucio Valerio e Marco Orazio sul Mons Sacer con l'obiettivo di concordare le condizioni per la cessazione della rivolta.
Fu concordato che sarebbero stati ripristinati il potere dei tribuni della plebe e il diritto d'appello, entrambi sospesi con l'elezione del primo decemvirato. La plebe tornò quindi in città dove sul colle Aventino, con l'ausilio del Pontefice massimo Quinto Furio, elesse i propri tribuni, fra cui Lucio Verginio, Lucio Icilio e Publio Numitorio, rispettivamente, padre, fidanzato e zio materno di Virginia. Furono poi eletti consoli Lucio Valerio e Marco Orazio. Durante il loro consolato furono emanate diverse leggi che confermarono e rafforzarono i diritti della plebe. Fra queste le Leges Valeriae Horatiae che riguardavano fra l'altro il diritto di appello, l'inviolabilità dei tribuni della plebe e le modalità delle loro elezioni.
Secondo alcuni storici, gli eventi relativi a Lucio Siccio Dentato e Virginia, anche se riportati da Livio e altri autori, non sono da considerarsi completamente storici. Infatti gli autori dell'epoca dovettero basarsi su notizie tramandate secondo una tradizione orale in quanto, a causa del sacco di Roma del 390 a.C., la documentazione scritta antecedente quel periodo andò dispersa. È pertanto probabile che nei fatti raccontati ci sia una base di verità che poi si è andata arricchendo nella tradizione orale con elementi tesi a darle dei connotati più eroici.

## Secessione del 287

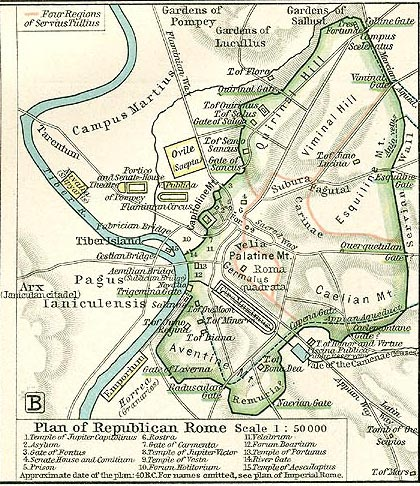
Colle Aventino sulla mappa della Roma repubblicana

Nel 290 l'esercito romano, guidato dai consoli Manio Curio Dentato e Publio Cornelio Rufino ebbe ragione degli ultimi Sanniti che si erano ritirati a Bovianum, dopo la pesante sconfitta subita ad Aquilonia. Subito dopo Curio Dentato si rivolse con il suo esercito verso i Sabini, per portare a termine il suo disegno di espansione dello Stato romano verso la costa adriatica, al fine di impedire per il futuro i collegamenti fra i popoli a nord della penisola e quelli al sud, che avevano consentito alla lega gallo-etrusco-italica di formarsi e di creare non pochi problemi a Roma.
Curio Dentato si spinse in profondità nel territorio dei Sabini fra la Nera, l'Aniene e le fonti del Velino giungendo fino al Mare Adriatico. Ampi territori nella pianura di Reate e Amiternum furono confiscati e distribuiti a romani, mentre alle popolazioni locali fu offerto la cittadinanza romana senza diritti civili, la civitas sine suffragio.
Tre anni più tardi (287 a.C.), sotto i consoli Marco Claudio Marcello e Gaio Nauzio Rutilo, ci fu quella che è da tutti gli storici indicata come l'ultima secessione della plebe. Non è chiaro se la causa scatenante sia stata proprio la distribuzione delle terre confiscate ai Sabini (allora queste erano riservate solo ai patrizi), oppure un'ennesima situazione di criticità in cui si vennero a trovare i ceti più deboli, per lo più agricoltori, che al ritorno dalla guerra erano in difficoltà per restituire i debiti contratti con i più facoltosi patrizi. Questa volta per protesta la plebe si ritirò sull'Aventino. Per risolvere la questione venne nominato un dittatore nella persona di Quinto Ortensio.
Non è noto come Ortensio convinse la folla a interrompere la secessione, ma vi riuscì. Sicuramente poco dopo egli, con il supporto di Curio Dentato, promulgò una legge, la Lex Hortensia de plebiscitis, che stabiliva che le decisioni, e quindi le leggi, decise delle assemblee plebee (plebiscita) valevano per tutti i cittadini romani, quindi anche per i patrizi.
Questa legge eliminò quella che era oramai l'unica disparità politica rimasta fra le due classi, chiudendo, dopo circa duecento anni di lotte, il conflitto degli ordini. Questo evento, anche se è ben lungi dal risolvere tutte le disuguaglianze economiche e sociali fra patrizi e plebei, segnò comunque una svolta importante nella storia della democrazia romana in quanto diede luogo al formarsi di un nuovo tipo di nobiltà (nobilitas) patrizio-plebea che, consentendo una continuità nel governo della repubblica, ne costituirà uno dei principali elementi di forza nella sua espansione economica e militare.